# John Smith (remero, 1899)
John David Smith (3 de marzo de 1899-29 de septiembre de 1973) fue un deportista canadiense que compitió en remo. Participó en los Juegos Olímpicos de París 1924, obteniendo una medalla de plata en la prueba de ocho con timonel.

## Palmarés internacional
| Juegos Olímpicos | Juegos Olímpicos | Juegos Olímpicos | Juegos Olímpicos |
| Año              | Lugar            | Medalla          | Prueba           |
| ---------------- | ---------------- | ---------------- | ---------------- |
| 1924             | París (Francia)  | Medalla de plata | Ocho con timonel |